# Institut Vecteur
L'Institut Vecteur (Vector Institute) est un institut privé et à but non-lucratif de recherche sur l'intelligence artificielle. Il est situé à Toronto, et se concentre principalement sur la recherche en apprentissage automatique et en apprentissage profond. En 2023, il comptait 143 membres du corps professoral et affiliés, dont 38 titulaires de chaires en IA du CIFAR, 57 chercheurs postdoctoraux et 502 étudiants. En plus de l'Université de Toronto, l'Institut Vector est affilié à des professeurs d'universités de tout l'Ontario, ainsi que de la Colombie-Britannique et de la Nouvelle-Écosse.
Avec Mila de Montréal et Amii de l'Alberta, le Vector Institute est membre de la Stratégie pancanadienne d'intelligence artificielle.

## Histoire
L'Institut Vector a été créé par Brendan Frey, Geoffrey Hinton et Raquel Urtasun en 2017 dans le but de retenir et de recruter des chercheurs à Toronto et d'encourager les entreprises à établir des laboratoires dans la ville.
Le 2 janvier 2018, Garth Gibson est devenu le premier président et chef de la direction de l'Institut Vector et en 2023, il a été remplacé par Tony Gaffney,. L'institut était hébergé dans le MaRS Discovery District et, en 2024, a déménagé au Schwartz Reisman Innovation Center.

## Financement
À la fin de sa fondation, l'Institut Vecteur a reçu un montant total de 200 millions de dollars canadiens venant des secteurs privé et public. Les sources de financement du secteur privé incluent, entre autres, Uber, Google et Shopify. En 2019, le gouvernement de l'Ontario a réduit son financement du CIFAR et de l'Institut Vecteur de 24 millions de dollars canadiens. Dans le cadre de la stratégie pancanadienne d'intelligence artificielle, l'Institut Vecteur, Mila et Amii ont reçu 60 millions de dollars canadiens supplémentaires en 2021 venant du gouvernement du Canada.

## Opérations
L'institut soutient la recherche fondamentale et appliquée sur l'IA, et atténue la fuite des cerveaux au Canada. Leurs priorités de recherche sont : 
- l'apprentissage automatique
- l'apprentissage profond
- l'IA pour la science
- l'IA pour la santé
- l'IA digne de confiance
- les modèles de fondation

L’un des objectifs de l’institut est de soutenir l’adoption de l’IA dans divers domaines de l'industrie. Ils ont contribué à réduire la consommation d'énergie chez Telus, ont construit des systèmes de recommandation avec Wahi, et se sont associés à Jeunesse, j'écoute pour créer des outils qui aident à guider les conseillers lors des conversations avec les enfants. Ils ont construit des outils open source pour surveiller les modèles cliniques en production.
L'institut a distribué 2 millions de dollars canadiens en bourses de maîtrise (17 500 dollars canadiens chacune).

## Faculté
En 2023, les recherches de l'Institut Vecteur sont dirigées par le conseiller scientifique en chef Geoffrey Hinton et le directeur de recherche Daniel Roy. Les autres professeurs comprennent, entre autres, Alán Aspuru-Guzik, Graham Taylor, Gillian Hadfield et Sheila McIlraith.

## Conseil d'administration
Au 31 mars 2023, le conseil d'administration du Vector Institute est composé de :
- Ed Clark
- Janet Banister
- Charmaine Doyen
- Janet Ecker
- Chaviva Hosek
- Nadir Mohamed
- Michael Serbinis
- Terrence Sullivan
- Mélanie Woodin